# EEV 16–21
AZ  EEV 16–21 egy magyar 1B  tengelyelrendezésű szerkocsis gőzmozdonysorozat volt. 1868-ban gyártotta a Sigl és a Wr. Neustadt az Első Erdélyi Vasút (EEV) részére.
Összesen hat db épült a sorozatból.  Az EEV-nál a  16-21 pályaszámokat kapták. A mozdonyok felépítése megegyezett a Tiszavidéki Vasút 1B tengelyelrendezésű Branyicska-Békés sorozat mozdonyaiéval. A vasútvonal államosítása után a MÁV besorozta őket saját pályaszámrendszerébe. Itt először a 295-300 pályaszámokat kapták, majd 1891-től a második pályaszámrendszerben IIl. osztályba lettek sorolva 1216-1221 pályaszámokon. 1911-től a MÁV harmadik számozási rendszerében 258 sorozat 001-005 pályaszámúak voltak.

## Fordítás
- Ez a szócikk részben vagy egészben  az   EEV 16–21 című német Wikipédia-szócikk fordításán alapul.  Az eredeti cikk szerkesztőit annak laptörténete sorolja fel. Ez a jelzés csupán a megfogalmazás eredetét és a szerzői jogokat jelzi, nem szolgál a cikkben szereplő információk forrásmegjelöléseként.